# Bucculatrix demaryella
Bucculatrix demaryella — вид лускокрилих комах родини кривовусих крихіток-молей (Bucculatricidae).

## Поширення
Вид поширений по всій Європі, крім Піренейського півострова та частини Балканського півострова, Росії та Японії (Хоккайдо, Хонсю).

## Опис
Розмах крил 8-9 мм.

## Спосіб життя
Імаго літають у травні-червні. Гусениці живляться листям берези карликової, берези повислої, берези пухнастої та ліщини звичайної, а личинки підвиду castaneae — клена та каштана їстівного. Личинки раннього віку мінують листя, потім прогризають дірки та починають їсти його по краю.

## Підвиди
- Bucculatrix demaryella demaryella
- Bucculatrix demaryella castaneae Klimesch, 1950 (Австрія, Італія, Швейцарія)